# Robertinho (futebolista de areia)
Roberto Vilela, mais conhecido pelo apelido Robertinho, é um futebolista de praia brasileiro, que joga como goleiro.
Além de jogar beach soccer, Robertinho também jogou showbol, pela equipe do Flamengo e pela Seleção Brasileira.

## Carreira
Defendeu o gol da Seleção Brasileira de Futebol de Areia de 1998 à 2006, tendo sido 7 vezes campeão da Copa do Mundo de Futebol de Areia, além de ter sido o melhor jogador da edição de 2003, vencida pelo Brasil. Após se aposentar, se tornou auxiliar de goleiros no Serrano, clube do Rio de Janeiro.

## Títulos

### Futebol de areia

#### Individuais
- 2003 - Melhor Goleiro Copa do Mundo de Beach Soccer

#### Seleção Brasileira
Hepta campeão da Copa do Mundo de Futebol de Areia

### Showbol

#### Flamengo
- Bicampeonato Carioca 2011-2012
- Bicampeão brasileiro 2010-2012
- Campeão Torneio Rio-São Paulo 2011

#### Seleção Brasileira
2010 - Campeão Copa América